# Love's Boomerang
Love's Boomerang é um filme mudo britânico de 1922, do gênero policial, dirigido por John S. Robertson e atualmente considerado perdido.